# Grand Prix automobile des Nations 1946
Le Grand Prix automobile des Nations 1946 est un Grand Prix qui s'est tenu sur le circuit des nations de Genève le 21 juillet 1946.

## Classement de la course

### Classement de la première manche
| Pos. | no | Pilote              | Écurie                | Châssis        | Tours | Temps/Abandon              |
| ---- | -- | ------------------- | --------------------- | -------------- | ----- | -------------------------- |
| 1    | 18 | Jean-Pierre Wimille | Alfa Romeo            | Alfa Romeo 158 | 32    | 59 min 45 s 5 (95,19 km/h) |
| 2    | 20 | Achille Varzi       | Alfa Romeo            | Alfa Romeo 158 | 32    | + 48 s 0                   |
| 3    | 24 | Luigi Villoresi     | Scuderia Ambrosiana   | Maserati 4CL   | 32    | + 51 s 0                   |
| 4    | 4  | Reg Parnell         | Privé                 | Maserati 4CL   | 31    | + 1 tour                   |
| 5    | 2  | Prince Bira         | Scuderia Siena        | ERA Type B     | 30    | + 2 tours                  |
| 6    | 22 | Raymond Sommer      | Privé                 | Maserati       | 30    | + 2 tours                  |
| 7    | 8  | George Bainbridge   | Privé                 | ERA Type B     | 29    | + 3 tours                  |
| 8    | 10 | « Raph »            | Écurie Naphtra Course | Maserati 4CL   | 29    | + 3 tours                  |
| Abd. | 6  | Peter Whitehead     | Privé                 | ERA Type B     | 28    | Moteur                     |
| Abd. | 14 | Josef Vojlectovsky  | Privé                 | Maserati 6CM   | 28    | Bougies                    |
| 9    | 16 | Eric Vercade        | Privé                 | Talbot 700     | 28    | + 4 tours                  |

- Légende: Abd.=Abandon - Np.=Non partant.

### Classement de la deuxième manche
| Pos. | no | Pilote                  | Écurie                      | Châssis        | Tours | Temps/Abandon               |
| ---- | -- | ----------------------- | --------------------------- | -------------- | ----- | --------------------------- |
| 1    | 42 | Giuseppe Farina         | Alfa Romeo                  | Alfa Romeo 158 | 32    | 56 min 17 s 2 (101,06 km/h) |
| 2    | 44 | Carlo Felice Trossi     | Alfa Romeo                  | Alfa Romeo 158 | 32    | + 33 s 0                    |
| 3    | 46 | Tazio Nuvolari          | Privé                       | Maserati 4CL   | 32    | + 1 min 11 s 0              |
| 4    | 38 | Emmanuel de Graffenried | Privé                       | Maserati 4CL   | 31    | + 1 tour                    |
| 5    | 34 | Raymond Mays            | ERA                         | ERA Type D     | 31    | + 1 tour                    |
| 6    | 26 | George Abecassis        | Privé                       | Alta           | 31    | + 1 tour                    |
| 7    | 36 | Ian Connell             | Privé                       | ERA Type B     | 30    | + 2 tours                   |
| 8    | 52 | David Hampshire         | Privé                       | Delage 15S8    | 30    | + 2 tours                   |
| 9    | 28 | Bob Gerard              | Privé                       | ERA Type B     | 28    | + 4 tours                   |
| 10   | 30 | Harry Schell            | Écurie Lucy O'Reilly Schell | Maserati 6CM   | 27    | + 5 tours                   |
| Abd. | 32 | Max Christen            | Privé                       | Maserati 6CM   | 25    |                             |
| Abd. | 54 | Leslie Brooke           | ERA                         | ERA Type B     | 22    | Freins                      |

- Légende: Abd.=Abandon - Np.=Non partant.

### Classement de la finale
| Pos. | no | Pilote                  | Écurie              | Châssis        | Tours | Temps/Abandon                   |
| ---- | -- | ----------------------- | ------------------- | -------------- | ----- | ------------------------------- |
| 1    | 42 | Giuseppe Farina         | Alfa Romeo          | Alfa Romeo 158 | 44    | 1 h 15 min 49 s 4 (103,16 km/h) |
| 2    | 44 | Carlo Felice Trossi     | Alfa Romeo          | Alfa Romeo 158 | 44    | + 1 min 11 s 5                  |
| 3    | 18 | Jean-Pierre Wimille     | Alfa Romeo          | Alfa Romeo 158 | 43    | + 1 tour                        |
| 4    | 46 | Tazio Nuvolari          | Privé               | Maserati 4CL   | 42    | + 2 tours                       |
| 5    | 38 | Emmanuel de Graffenried | Privé               | Maserati 4CL   | 42    | + 2 tours                       |
| 6    | 2  | Prince Bira             | Privé               | ERA Type B     | 42    | + 2 tours                       |
| 7    | 20 | Achille Varzi           | Alfa Romeo          | Alfa Romeo 158 | 38    | + 6 tours                       |
| 8    | 22 | Raymond Sommer          | Privé               | Maserati 4CL   | 36    | + 8 tours                       |
| Abd. | 26 | George Abecassis        | Privé               | Alta           | 23    | Carburateur                     |
| Abd. | 4  | Reg Parnell             | Privé               | Maserati 4CL   | 1     | Accident                        |
| Abd. | 24 | Luigi Villoresi         | Scuderia Ambrosiana | Maserati 4CL   | 1     | Accident                        |

- Légende: Abd.=Abandon - Np.=Non partant.

## Pole position et record du tour
- Pole position :  Giuseppe Farina (Alfa Romeo) meilleur temps des manches préliminaires.
- Meilleur tour en course :  Jean-Pierre Wimille (Alfa Romeo) en 1 min 36 s 4 (110,66 km/h).